# Daniel DiNardo
Daniel Nicholas DiNardo (Steubenville, Ohio, 23 de maig de 1949), arquebisbe de Galveston-Houston, és un cardenal dels Estats Units.
Va ser ordenat sacerdot el 16 de juliol de 1977, té un mestratge en filosofia per la Universitat Catòlica d'Amèrica, una llicenciatura en teologia per la Pontifícia Universitat Gregoriana i en patrística per l'Institut Patrístic Augustinianum.
Després de la seva ordenació, va ser vicari parroquial a Sant Pius X a Pittsburgh, i el 1981 va ser nomenat canceller assistent de la diòcesi de Pittsburgh i professor al seminari de St. Paul.
El 1984 va ser cridat a Roma i va servir com a oficial a la Congregació Pontifícia per als Bisbes fins a desembre de 1990 i de 1986 a 1989 va ser director de Vila Stritch, una residència per a sacerdots nord-americans que treballen al Vaticà.
El 1991 va ser nomenat Sotssecretari d'Educació de la Diòcesi de Pittsburgh i co-administrador de l'Església Mare de Déu del Castell a Swissvale, Pennsilvània.
El 19 d'agost de 1997 va ser nomenat bisbe coadjutor de Sioux City, Iowa, i ordenat bisbe el 7 d'octubre. El 28 de novembre de 1998 va esdevenir bisbe de Sioux City.
Joan Pau II el va nomenar bisbe coadjutor de la diòcesi de Galveston-Houston el 16 de gener de 2004 i el 29 de desembre d'aquest any, quan la diòcesi va esdevenir una Arxidiòcesi Metropolitana, va ser elevat a la dignitat d'arquebisbe coadjutor. Es va convertir en arquebisbe el 28 de febrer de 2006.
Va ser creat i proclamat cardenal pel Papa Benet XVI al consistori del 24 de novembre de 2007, amb el títol de Sant'Eusebio.
El cardenal DiNardo és president del Comitè de la Conferència Episcopal dels Estats Units per a les activitats a favor de la vida.
És membre dels consells Pontificis per a la Pastoral dels Emigrants i Itinerants, i per a la Cultura.